# Марсіано Вінк
Марсіано Карлос Альберто Вінк (нід. Marciano Carlos Alberto Vink; нар. 7 жовтня 1970, Парамарибо, Суринам) — нідерландський футболіст суринамського походження. Протягом усієї кар'єри він грав переважно на позиції правого півзахисника та правого захисника. Він виступав зокрема за «Аякс» і ПСВ в Ередівізі та «Дженоа» в Серії А. Схильний до травм з самого початку кар'єри, він був змушений припинити виступи на високому рівні у віці 28 років.

## Клубна кар'єра

### Ранні роки та виступи за «Аякс»
Марсіано Вінк народився 7 жовтня 1970 року у Суринамі, через кілька місяців після чемпіонату світу в Мексиці, через що його батьки вирішили назвати сина на честь гравця збірної Бразилії Карлоса Алберто, переможця того «мундіалю». Пізніше Марсіано переїхав із батьками до Нідерландів. Саме в Нідерландах Вінк розпочав свою футбольну кар'єру, першим клубом Вінка став юнацький клуб «ТОС-Актіф», згодом Марсіано грав за клуб АДЕ з Амстердама. Своєю грою за АДЕ Марсіано привернув увагу скаутів одного з найсильніших клубів у Нідерландах, амстердамського «Аяксу».
З футбольної академії «Аякса» Марсіано швидко потрапив до головної команди клубу, у своєму першому сезоні Марсіано провів 2 матчі та забив 1 гол у чемпіонаті Нідерландів сезону 1988/89. З 1989 року Марсіано регулярно з'являвся у складі «Аякса», у сезоні 1989/90 Вінк став чемпіоном Нідерландів, а у 1992 році — володарем Кубка УЄФА. У двоматчевому фінальному протистоянні «Аякс» переміг італійський «Торіно». У першому матчі в Італії, який завершився внічию 2:2, Марсіано участі не брав, а у другому, в Амстердамі, Вінк вийшов на заміну на 80 хвилині матчу замість Міхела Крека і допоміг команді втримати нічию 0:0; завдяки двом забитим м'ячам на виїзді «Аякс» завоював Кубок УЄФА.
У сезоні 1992/93 Марсіано став бронзовим призером чемпіонату Нідерландів, володарем кубка та суперкубка Нідерландів. Усього за «Аякс» Марсіано провів 138 матчів та забив 16 м'ячів у всіх турнірах.

### «Дженоа»
У 1993 році Марсіано завдяки своєму агенту Міно Райолі перейшов до італійського «Дженоа», яке заплатило за гравця 9,5 мільярдів лір. Залишити «Аякс» йому довелося через те, що головний тренер амстердамців, Луї ван Гал, вирішив суттєво омолодити склад, який виграв Кубок УЄФА, щоб звільнити місце для молодшого покоління гравців, таких як Патрік Клюйверт, Кларенс Зеедорф, Майкл Рейзігер та Едгар Давідс.
Сезон 1993/94, проведений в «Дженоа», склався для Марсіано невдало: він зіграв всього 13 матчів і забив 2 м'ячі, а його клуб розділив 10-12 місця в чемпіонаті Італії, насилу уникнувши вильоту в Серію Б.

### Повернення до Нідерландів
У 1994 році Марсіано повернувся до Нідерландів і став гравцем ПСВ із Ейндговена. У ПСВ Марсіано постійно переслідували травми. У першому сезоні він зіграв лише шість ігор у чемпіонаті, але в наступних сезонах зумів провести 22 і 19 ігор, після чого з ним продовжили контракт.
Однак у сезоні 1997/98 років Вінк отримав серйозну травму і провів наступні два роки на реабілітації, так більше і не зігравши за команду Ейндговена. У 1999 році клуб вирішив не продовжувати контракт з гравцем, і йому довелося покинути ПСВ. Усього за команду Марсіано провів 70 матчів в усіх турнірах та забив 7 м'ячів. У складі ПСВ Вінк ставав володарем кубка Нідерландів 1996 року, чемпіоном Нідерландів сезону 1996/97 та дворазовим володарем суперкубку Нідерландів 1997 та 1998 років.
Вінк вирішив спробувати перезапустити свою кар'єру у клубі другого нідерландського дивізіону «АДО Ден Гаг», але зміг зіграти лише 5 матчів, після чого було вирішено не пропонувати йому контракт. У сезоні 2000/01 Вінк був без клубу і займався подальшою реабілітацією, тренуючись у аматорській команді «Лелістад '67».

### «Аякс» (Кейптаун) і завершення кар'єри
2001 року Вінк повернувся у професійний футбол, ставши гравцем південноафриканського «Аякса» з Кейптауна, фарм-клубу його рідного амстердамського клубу. У складі клубу Марсіано провів 13 матчів у місцевій Прем'єр-лізі і забив один гол, після чого вирішив завершити свою футбольну кар'єру у віці 32 років. Після завершення кар'єри футболіста Марсіано став футбольним агентом, також часто бере участь у турнірах у покер. У січні 2011 року він виграв 1,4 мільйона євро в Holland Casino.

## Кар'єра у збірній
У складі національної збірної Нідерландів Вінк провів дві гри, обидві у відборі до чемпіонату Європи 1992 року. Його дебют відбувся 13 березня 1991 року в матчі проти збірної Мальти, що завершився перемогою з рахунком 1:0.
Свій другий матч, він же і останніі, Вінк провів 17 квітня 1991 проти збірної Фінляндії (2:0).

## Досягнення
- Чемпіон Нідерландів: 1989/90, 1996/97
- Володар Кубка УЄФА: 1991/92
- Володар Кубка Нідерландів: 1992/93, 1995/96
- Власник Суперкубку Нідерландів: 1993, 1996, 1997, 1998